# آب‌انبار قصاب
آب‌انبار قصاب مربوط به دوره زند است و در لار، خیابان حاج غفوری، محله پیرغیب واقع شده و این اثر در تاریخ ۱۹ مرداد ۱۳۸۴ با شمارهٔ ثبت ۱۲۶۹۵ به‌عنوان یکی از آثار ملی ایران به ثبت رسیده است.